# Weißlinge

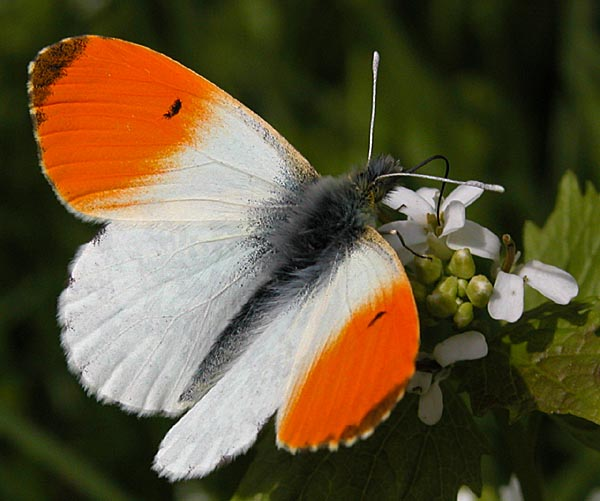
Aurorafalter (Anthocharis cardamines) ♂

Die Weißlinge (Pieridae) sind eine Familie der Schmetterlinge (Lepidoptera) und kommen weltweit mit ca. 1000 Arten vor. Der deutsche Name stammt von der Grundfärbung eines ihrer bekanntesten Vertreter, des Kleinen Kohlweißlings (Pieris rapae), doch gehören zu dieser Familie auch viele Arten mit gelber Grundfarbe, wie z. B. der bekannte Zitronenfalter (Gonepteryx rhamni).

## Merkmale
Die Falter erreichen eine Flügelspannweite von 40 bis 72 Millimetern und haben einen schlanken bis mittelmäßig gebauten Körper. Ihre Vorderflügel sind breit und werden nur ca. 1,5 bis 1,85 mal so lang wie breit. Die breit abgerundeten Hinterflügel sind ungefähr gleich breit wie die Vorderflügel. Die Flügelgrundfärbung ist meist weiß, cremefarben oder gelb. Manche Arten, wie z. B. die Männchen des Aurorafalters (Anthocharis cardamines), haben aber neben der Grundfärbung bunt gefärbte Flügelbereiche. Appias nero ist sogar komplett rot gefärbt. Andere imitieren mit ihrer Färbung ungenießbare Falter (Batessche Mimikry). Die seitlichen (lateralen) Chitinplatten des Pronotums sind bei dieser Familie als einzige nicht verwachsen. Die an der Spitze keulenförmig verdickten Fühler sind mittellang und erreichen ein Drittel bis etwa die Hälfte der Vorderflügellänge. Die Tiere haben keine Maxillarpalpen, ihr Saugrüssel ist voll entwickelt. Alle sechs Beine sind voll ausgebildet. Als einzige Schmetterlingsfamilie haben die Arten der Weißlinge gegabelte Klauen an den Tarsen der Vorderbeine. Die Falter weisen einen Sexualdichroismus auf, das heißt, dass die Männchen anders gefärbt sind als die Weibchen.
Die Vorderflügel haben 10, 11 oder 12 Flügeladern mit einer Analader (1b). Die Hinterflügel haben 9 Adern mit zwei Analadern (1a und 1b).
Die Raupen sind einerseits mit Grün- oder Brauntönen gut getarnt, andererseits auffällig in Warnfarben gefärbt, da sich einige Arten von giftigen Pflanzen ernähren und so selbst giftig sind. Sie haben voll entwickelte Bauchbeinpaare und sind kurz oder auch lang behaart.

## Vorkommen
Weißlinge sind mit Ausnahme der Antarktis fast weltweit verbreitet. Spezialisierte Arten kommen in Hochgebirgen und auch in Wüstengebieten vor. Ihre größte Artenvielfalt erreichen sie in den tropischen Regionen Afrikas und Asiens. In Neuseeland waren sie ursprünglich nicht heimisch, es wurde aber eine europäische Art (Pieris rapae) eingeschleppt.

## Lebensweise

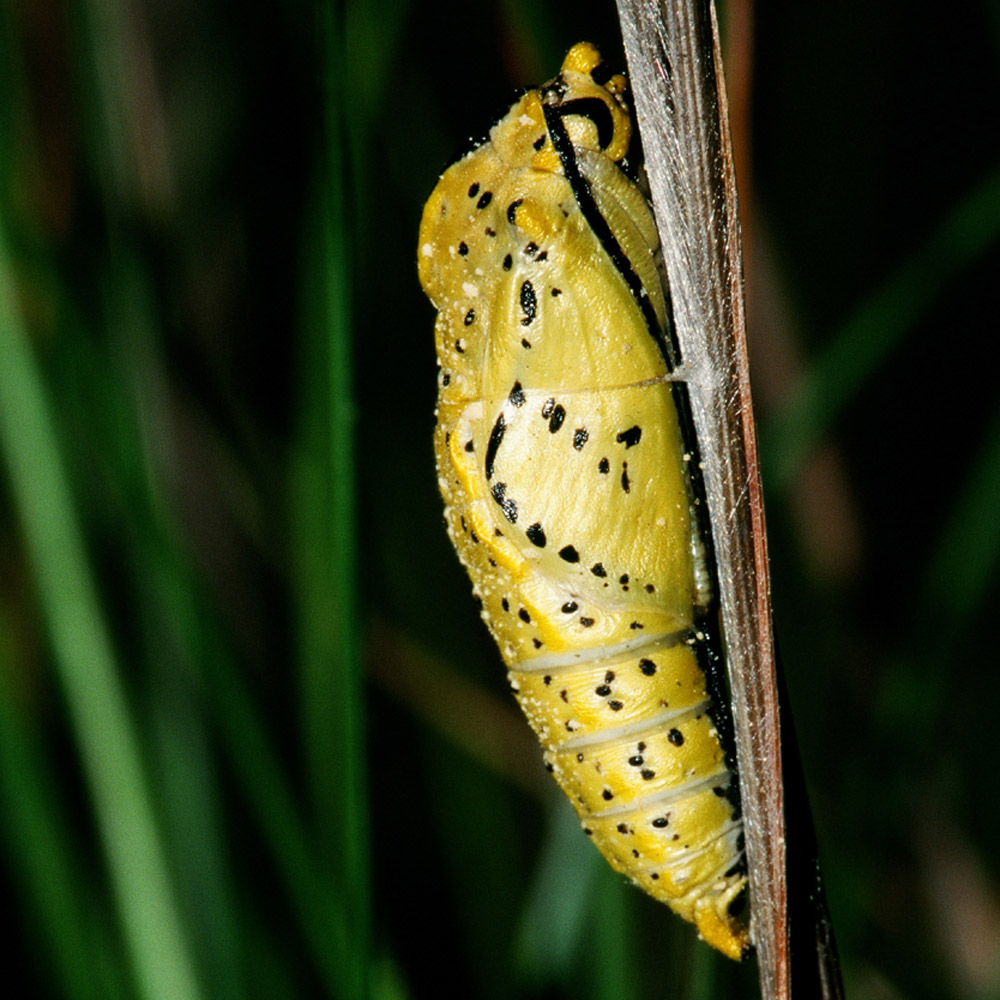
Puppe des Baumweißlings (Aporia crataegi)

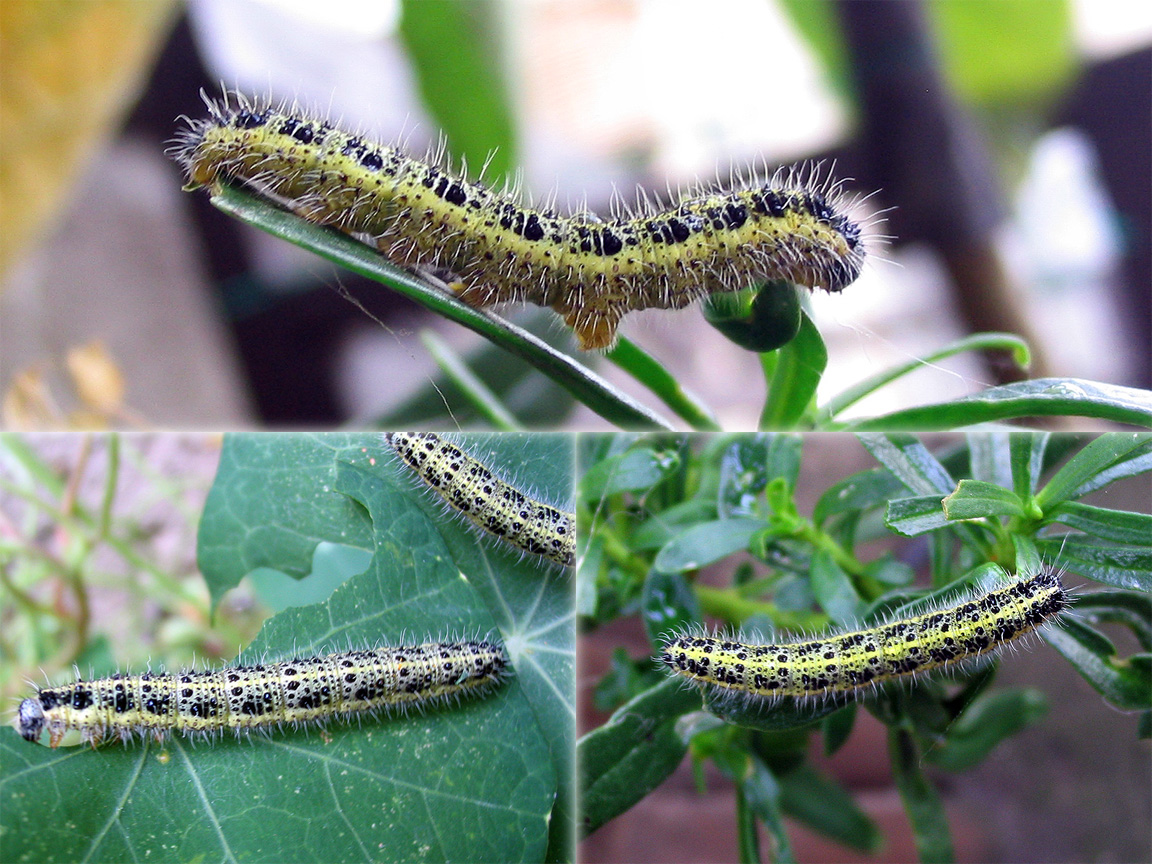
Raupen des Großen Kohlweißlings (Pieris brassicae)

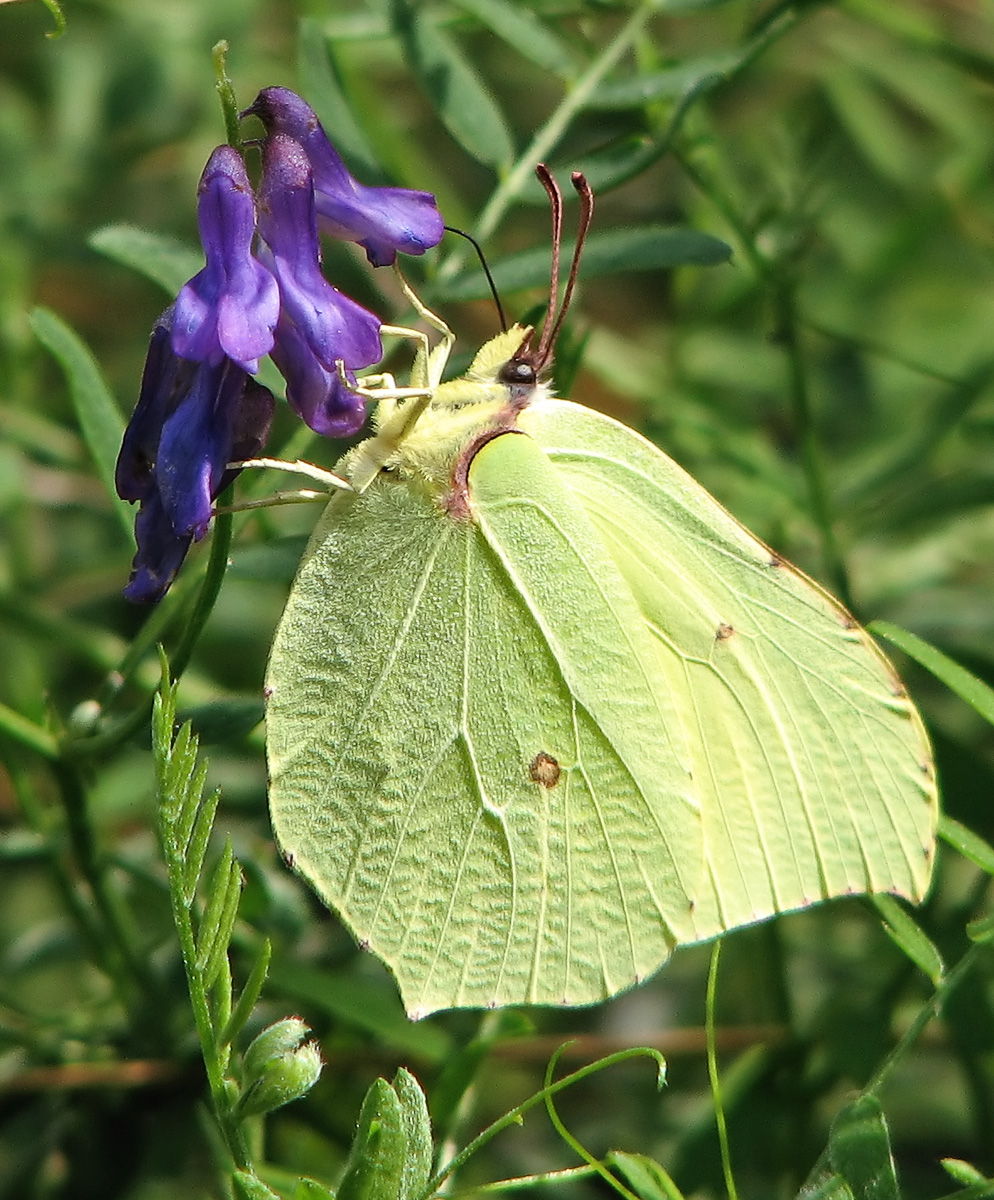
Zitronenfalter (Gonepteryx rhamni)

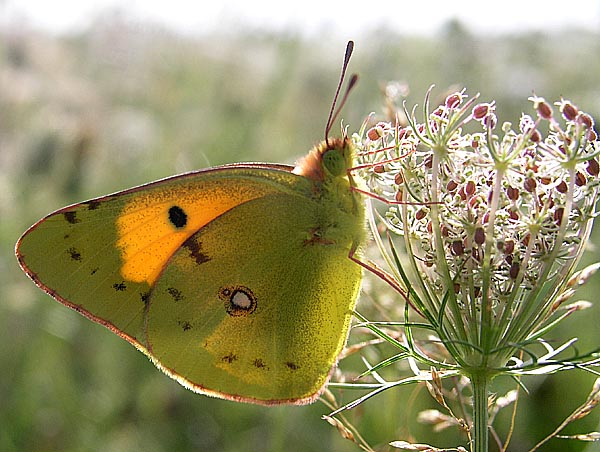
Postillon (Colias croceus)

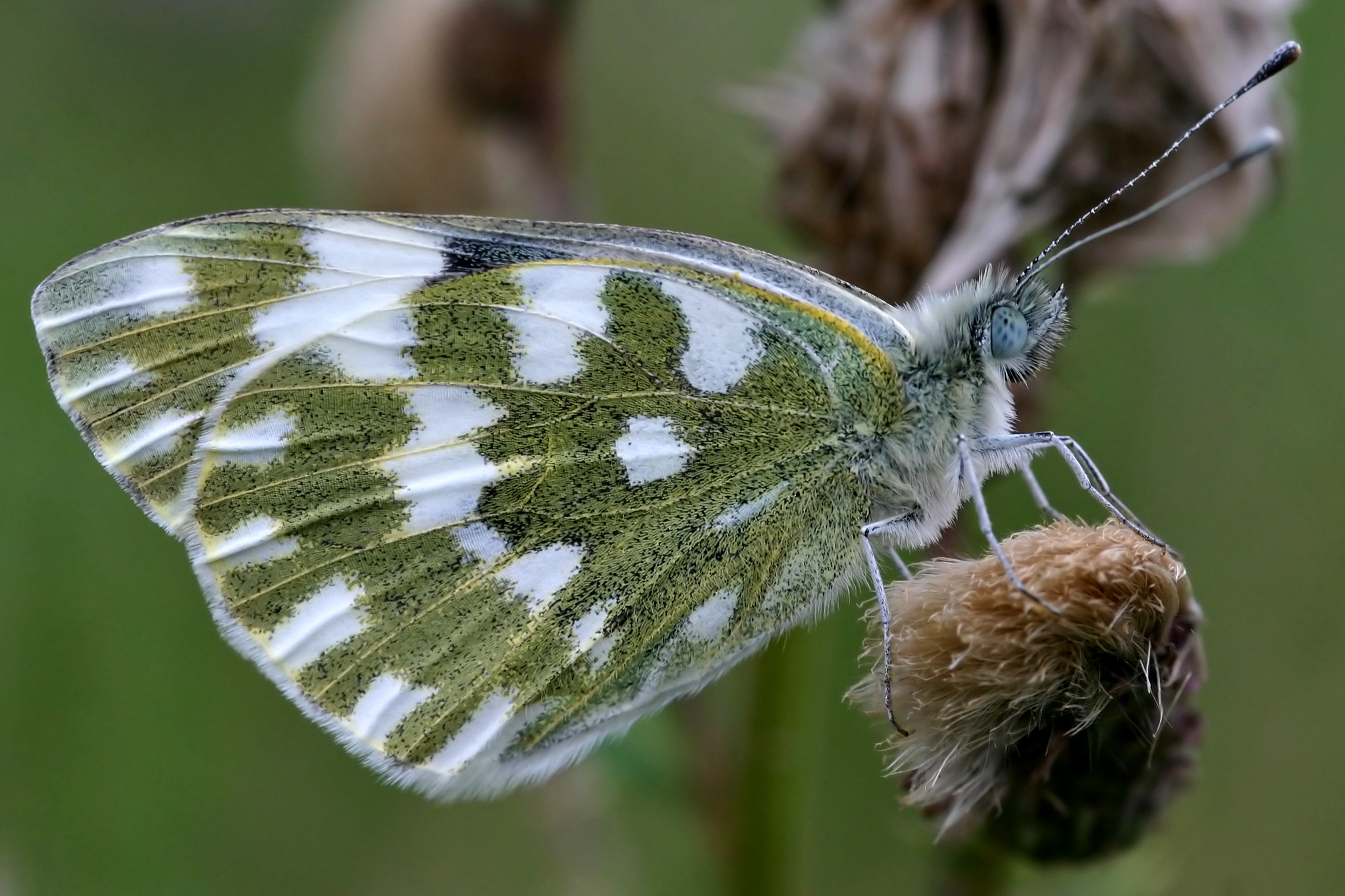
Reseda-Weißling (Pontia edusa)

Die Falter sind tagaktiv und als sonnen- und wärmeliebende Tiere gern in Offenlandhabitaten anzutreffen. Sie benötigen viel Flüssigkeit, weswegen man sie oft in großen Gruppen an Pfützen und anderen feuchten Stellen beim Saugen beobachten kann.
Die Eier sind spindelförmig und überwiegend weiß, gelb, orange oder rot gefärbt. Die Raupen ernähren sich meist oligophag von Kreuz- und Schmetterlingsblütlern. Sie verpuppen sich als Gürtelpuppen, die ohne Gespinst an einen Gürtelfaden und am Hinterende befestigt sind.

## Weißlinge und der Mensch
Bisher ist nur eine Art bekannt (Eucheira socialis), deren Raupen gemeinschaftlich in einem Gespinst leben. Diese Art wird im Süden Mexikos als Nahrungsmittel gezüchtet. Die Azteken fertigten aus ihren Seidenfäden sogar Papier.
Unter den Weißlingen gibt es Arten, die in der Landwirtschaft als Schädlinge auftreten können. Dies sind die Arten der Gattung Pieris an Kohl und die der Gattung Colias an Luzerne.

## Systematik
Die Weißlinge kommen im deutschsprachigen Raum (A, CH, D) in drei Unterfamilien mit 26 Arten vor. In ganz Europa sind sie mit 51 Arten vertreten.
Eine vierte Unterfamilie, die Pseudopontiinae, umfasst ausschließlich eine Gattung (Pseudopontia), die in Zentral- und Westafrika vorkommt.

### Mitteleuropäische Arten

#### Unterfamilie Dismorphiinae (Leguminosenweißlinge)
- Senfweißling, Leptidea sinapis (Linnaeus, 1758) A, CH, D
- Reals Senfweißling, Leptidea reali Reissinger, 1989; Wenig über die genaue Verbreitung bekannt. Vermutlich nur in einem kleinen Bereich von den spanisch-französischen Pyrenäen bis Italien verbreitet.
- Leptidea juvernica Williams, 1946 A, CH, D
- Östlicher Senfweißling Leptidea morsei Fenton, 1882 A

#### Unterfamilie Pierinae (Echte Weißlinge)
Tribus Anthocharini
- Aurorafalter, Anthocharis cardamines (Linnaeus, 1758) A, CH, D
- Gelber Aurorafalter, Anthocharis euphenoides Staudinger, 1869 CH
- Euchloe crameri Butler, 1869 CH?
- Euchloe simplonia (Boisduval, 1828) CH

Tribus Pierini
- Baum-Weißling, Aporia crataegi (Linnaeus, 1758) A, CH, D
- Großer Kohlweißling, Pieris brassicae  (Linnaeus, 1758) A, CH, D
- Karstweißling, Pieris mannii (Mayer, 1851) A, CH
- Kleiner Kohlweißling, Pieris rapae (Linnaeus, 1758) A, CH, D
- Rapsweißling oder Grünaderweißling, Pieris napi (Linnaeus, 1758) A, CH, D
- Bergweißling, Pieris bryoniae (Hübner, 1806) A, CH, D
- Alpen-Weißling, Pontia callidice (Hübner, 1800) A, CH, D
- Westlicher Resedaweißling, Pontia daplidice (Linnaeus, 1758) D?
- Resedafalter, Pontia edusa (Fabricius, 1777) A, CH, D

#### Unterfamilie Coliadinae (Gelblinge)
Tribus Coliadini
- Alpen-Gelbling, Colias phicomone (Esper, 1780) A, CH, D
- Hochmoorgelbling, Colias palaeno (Linnaeus, 1761) A, CH, D
- Colias erate (Esper, 1805) A
- Postillon, Colias croceus (Fourcroy, 1785) A, CH, D
- Regensburger Gelbling oder Orangeroter Heufalter, Colias myrmidone (Esper, 1780) A, D
- Hellorangegrüner Heufalter, Colias chrysotheme (Esper, 1781) A
- Goldene Acht, Colias hyale (Linnaeus, 1758) A, CH, D
- Hufeisenklee-Gelbling, Colias alfacariensis Ribbe, 1905 A, CH, D

Tribus Gonepterygini
- Zitronenfalter, Gonepteryx rhamni (Linnaeus, 1758) A, CH, D

### Weitere Arten
- Catopsilia pyranthe (Linnaeus, 1758) Asien, Australien
- Colotis erone (Angas, 1849) Afrika
- Colotis fausta (Olivier, 1804) Asien
- Delias eucharis (Drury, 1773) Asien
- Kleopatra-Falter, Gonepteryx cleopatra (Linnaeus, 1767) Südeuropa
- Euchloe charlonia (Donzel, 1842) Nordafrika und Asien
- Neophasia menapia (C. Felder & R. Felder, 1859) Nordamerika
- Phoebis philea (Linnaeus, 1763) Amerika
- Pieris ergane (Geyer, 1828)
- Kanaren-Weißling, Pieris cheiranthi (Hübner, 1808) Kanarische Inseln
- Zerene cesonia (Stoll, 1790) Amerika
- Zerene eurydice (Boisduval, 1855) Kalifornien